# Karel B. Müller
Karel B. Müller (* 4. ledna 1972 Písek) je český politolog.

## Život
V roce 1990 maturoval na gymnáziu v Praze Radotíně (dnešní gymnázium Oty Pavla). Od roku 1990 studoval filosofii na Filosofické fakultě Karlovy univerzity v Praze. V roce 1996 obhájil diplomovou práci Občanská společnost v komunitaristické perspektivě. Pokračoval v doktorském studiu na Fakultě sociálních věd Karlovy univerzity. V roce 2002 zakončil studium obhajobou disertace Češi a občanská společnost. Ve stejném roce byla práce publikována v nakladatelství Triton, v roce 2003 vyšlo její druhé vydání. Publikace byla oceněna cenou Edvarda Beneše v oboru sociologie.
Od roku 1999 pracoval na katedře politologie Fakulty mezinárodních vztahů Vysoké školy ekonomické v Praze, v letech 2015 až 2019 byl vedoucím této katedry. V letech 2004 až 2005 přednášel ve Velké Británii na The University of Nottingham. V roce 2018 získal na Vysoké škole ekonomické v Praze profesuru. Od roku 2021 pracuje na vysoké škole CEVRO Institut, kde garantuje studium politologie. V letech 2010 až 2022 byl zastupitelem města Černošice (za Věci černošické), v letech 2014 až 2018 vykonával funkci radního.

## Publikace
- Müller, K. B. (2002). Češi a občanská společnost. Praha: Triton, (2. vydání v 2003).
- Müller, K. B. (2006). The Civil Society-State Relationship in Contemporary Discourse: A Complementary Account from Giddens Perspective. The British Journal of Politics & International Relations, vol. 8, no. 2, p. 311–330.
- Müller, K. B. (2008). Politická sociologie. Politika a identita v proměnách modernity. Praha: Portál. (2. vydání, 2012, Plzeň: Aleš Čeněk).
- Müller, K. B. (2008). Evropa a občanská společnost. Projekt evropské identity. Praha: Sociologické nakladatelství (SLON).
- Müller, K. B., Skovajsa, M. (2009). From Reflections on Post-Communism to Perspectives on Europeanization: Democracy and Civil Society in Central Europe. International Political Science Review, vol. 30, no. 5, p. 501–517.
- Müller, K. B. (ed.), Laboutková, Š., Vymětal, P. (2010). Lobbing v moderních demokraciích. Praha: Grada.
- Müller, K. B. (2016). Češi, občanská společnost a evropské výzvy. Mezi nacionalismem a liberalismem aneb Od etnické exkluze k aktivní hranici. Praha: Triton.
- Müller, K. B. (2018). Dobré vládnutí ve veřejném nezájmu. Lokální politické elity jako klíčoví aktéři demokratizace? Praha: Sociologické nakladatelství (SLON).
- Müller, K. B. (2018). Active Borders and Transnationalization of the Public Sphere in Europe: Examining Territorial and Symbolic Borders as a Source of Democratic Integration, Positive Identity, and Civic Learning. Alternatives, vol. 43, no. 3, p. 119–136.
- Müller, K. B. (ed.), Fráně, L., Fleissner, K., Kný, D. (2021). Aktivní hranice v Evropě. Identita a kolektivní paměť v přeshraničním prostoru. Praha: FF UK a Filosofický ústav AV ČR.
- Müller, K. B. (ed.) (2023). Active Borders in Europe. Cham: Springer.